# Kim Hyung-sung
Kim Hyung-sung (12 mei 1980) is een golfprofessional uit Zuid-Korea.
Kim werd in 2005 professional. In 2008 behaalde hij nationaal drie overwinningen. 
In 2011 speelden hij en Sung-joon Park als rookie in de World Cup in China. 

Nadat hij twee toernooien op de Japan Golf Tour had gewonnen, werd hij in 2013 als laatste toegevoegd aan het Aziatische team dat de Royal Trophy op de Dragon Lake Golf Club in Guangzhou mocht spelen. Hij speelde de foursomes met K.T. Kim.

## Gewonnen
Nationaal
- 2008: Koreaans PGA Kampioenschap, SBS Open, Ace Open

Japan Golf Tour
- 2012: Vana H Cup KBC Augusta (-18)
- 2013: PGA Championship Nissin Cupnoodles Cup (-5)

## Teams
- World Cup: 2011
- Royal Trophy: 2013